# Sidney De Paris
Sidney De Paris, född den 30 maj 1905 i Crawfordsville, Indiana, död den 13 september 1967 i New York var en amerikansk jazzmusiker (trumpet).
Han spelade tillsammans med Charlie Johnson's Paradise Ten (1926–1931), McKinney's Cotton Pickers (1929), Don Redman (1932–1936 och 1939), Zutty Singleton (1939–1941), Benny Carter (1940–41) och Art Hodes (1941). Han gjorde även inspelningar med Jelly Roll Morton (1939) och Sidney Bechet (1940). Därefter uppträdde han nästan endast tillsammans med sin äldre bror, trombonisten Wilbur De Paris, som De Paris Brothers Orchestra, senare Wilbur De Paris And His New Orleans Jazz Band.